# Riofrío (Kolumbia)
Riofrío – miasto w Kolumbii, w departamencie Valle del Cauca.